# Armada de Chile
Armada de Chile – chilijska marynarka wojenna to jeden z trzech rodzajów sił zbrojnych, odpowiedzialna za patrolowanie wód terytorialnych Chile na Pacyfiku. Wybrzeże Chile liczy 4300 km, a kraj zajmuje około 3000 wysp. Obecnie flota składa się z 43 okrętów, w tym ośmiu fregat rakietowych i czterech diesel-elektrycznych okrętów podwodnych, oraz 70 mniejszych jednostek patrolowych (2015). Zdecydowana większość okrętów to używane jednostki sprowadzone z Europy, ale reprezentujące względnie nowoczesny poziom w Ameryce Południowej. Marynarka dysponuje także własnym lotnictwem, które liczy ponad 40 samolotów patrolowych i śmigłowców. Obecny personel liczy około 26 tysięcy ludzi oraz 2 tysiące piechoty morskiej (2015).

## Historia

### XIX wiek
Na początku XIX wieku marynarka, dowodzona i organizowana przez brytyjskiego oficera Thomasa Cochrane′a, odegrała istotną rolę w wojnie Chile o niepodległość z Hiszpanią. Jej rola następnie zmalała na skutek długiego okresu pokoju i w efekcie w 1860 roku składała się tylko z jednego parowca i czterech jednostek żaglowych. Potrzeba silnej marynarki uwidoczniła się podczas wojny Chile i Peru z Hiszpanią w latach 1865–66, kiedy hiszpańska eskadra prowadziła blokadę morską portów Chile i zbombardowała  Valparaíso. Chilijska korweta „Esmeralda” odniosła jednak także symboliczny sukces, zdobywając hiszpańską kanonierkę „Virjen de Covadonga”. Dlatego Chile po wojnie przystąpiło do budowy floty wojennej i w latach 70. zamówiło dwa silne pancerniki kazamatowe typu Almirante Cochrane w Wielkiej Brytanii.

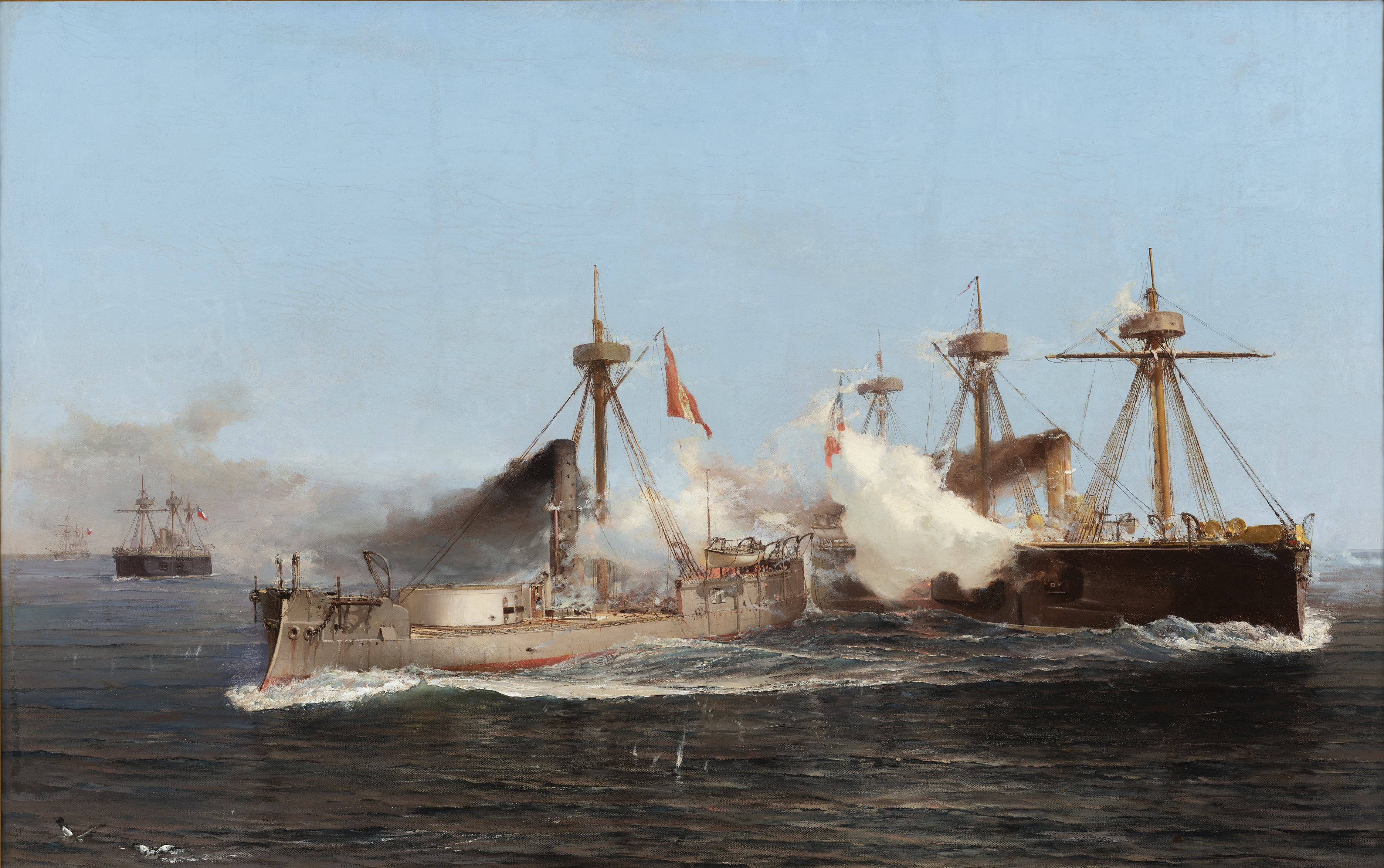
Obraz bitwy chilijskich pancerników z monitorem „Huáscar” pod Angamos, 1879

W 1879 roku doszło do kilkuletniej wojny o Pacyfik między Peru i Chile, wygranej ostatecznie przez Chile, w której główną rolę odegrało panowanie na morzu. Peruwiański monitor „Huáscar” prowadził działania nękające i zatopił pod Iquique chilijską korwetę „Esmeralda”, przy tym jej poległy kapitan Prat zyskał status bohatera narodowego. Swobodę na morzu dało w końcu Chile zdobycie w bitwie pod Angamos i wcielenie do służby „Huáscara” (zachowanego obecnie jako okręt-muzeum). Jeszcze podczas wojny marynarka Chile zaczęła kupować za granicą pierwsze torpedowce, a w 1883 roku zbudowano dla niej w Wielkiej Brytanii nowoczesny krążownik „Esmeralda”.

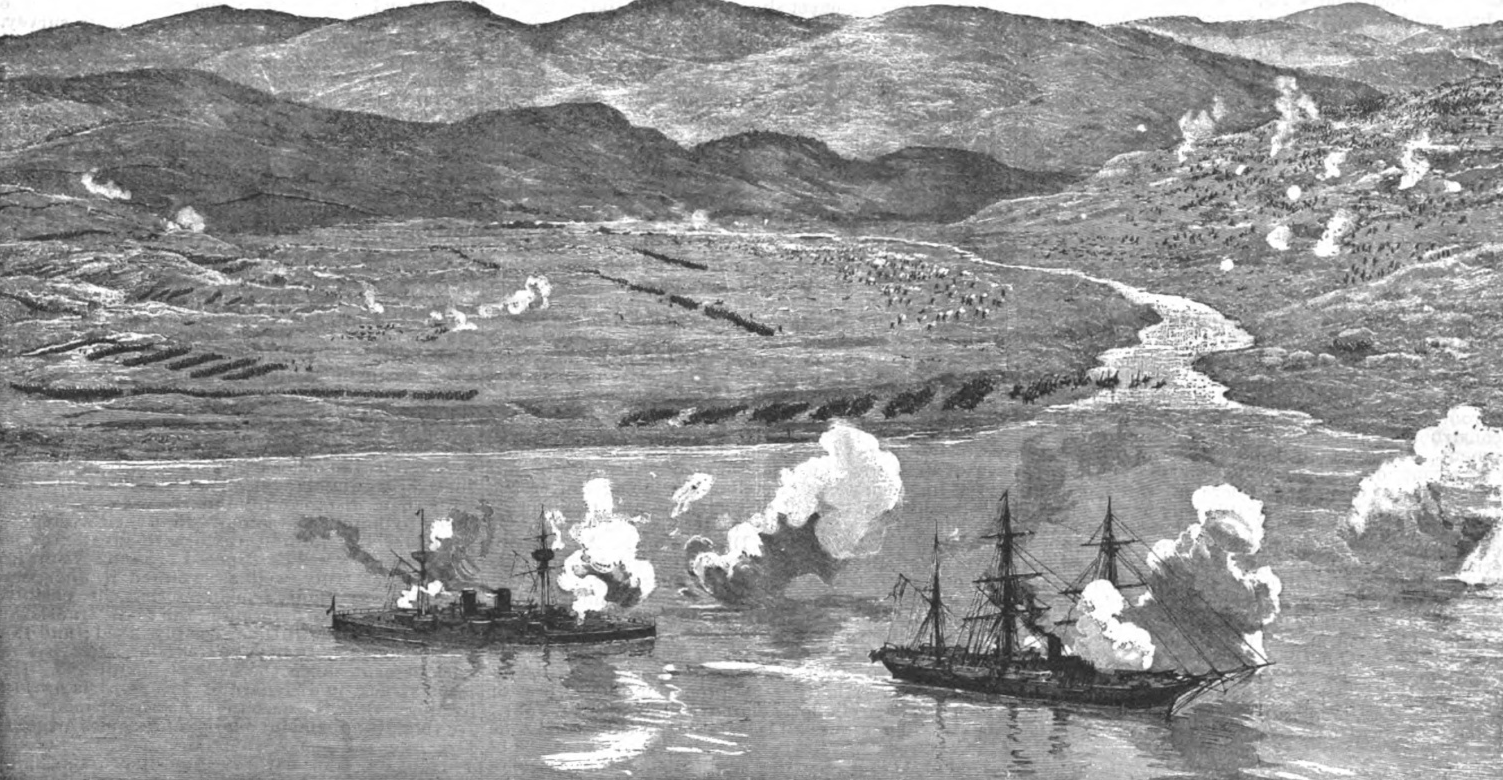
Wizja artystyczna krążownika „Esmeralda” i kanonierki „Magallanes” ostrzeliwujących oddziały prezydenckie w 1891 roku pod Concón

Od końca lat 80 XIX wieku Chile przystąpiło do znacznej rozbudowy marynarki, w obliczu rywalizacji z Argentyną. Przez kolejną dekadę, do początku XX wieku marynarka zakupiła we Francji pancernik „Capitan Prat” i dwa małe krążowniki, a w Wielkiej Brytanii pięć nowoczesnych krążowników (w tym pancerne: „Esmeralda” i  „O’Higgins”), trzy kanonierki torpedowe i sześć niszczycieli. Na początku realizacji tego programu doszło jednak w 1891 roku do wojny domowej między Kongresem a prezydentem José Balmacedą, w której większość marynarki poparła Kongres, jednakże w walkach storpedowano i zatopiono stary pancernik „Blanco Encalada”. W ramach wyścigu zbrojeń z Argentyną, w 1901 roku Chile zamówiło w Wielkiej Brytanii jeszcze dwa nowe pancerniki, lecz po pokojowym rozwiązaniu konfliktu sprzedało je marynarce brytyjskiej (typ Swiftsure).

### Pierwsza połowa XX wieku (1902–1945)

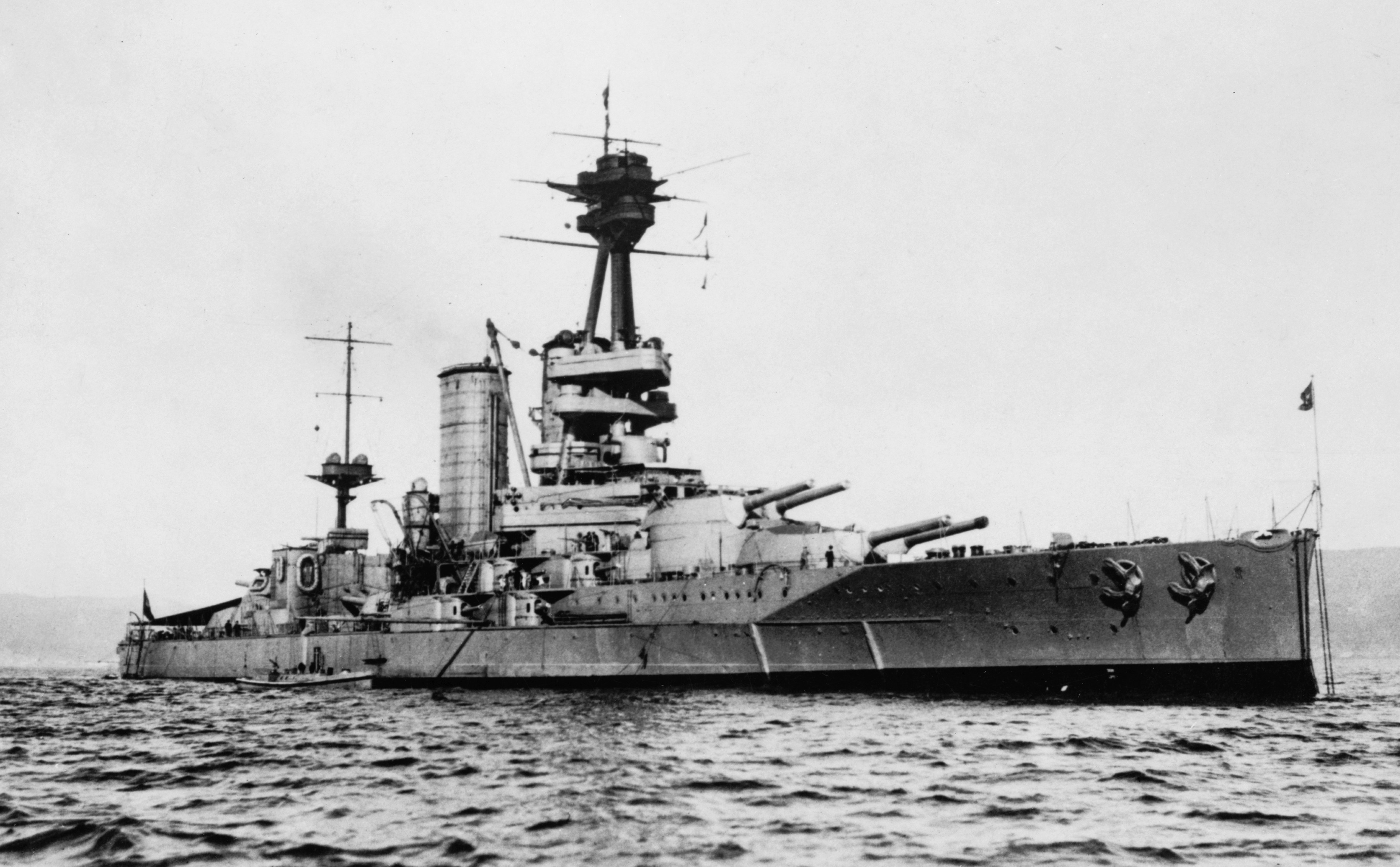
Pancernik „Almirante Latorre”

Pokojowe rozwiązanie konfliktu z Argentyną w 1902 roku spowodowało przerwę w zbrojeniach i dopiero w 1911 roku Chile, w ślad za Brazylią i Argentyną, zamówiło dwa pancerniki nowej generacji drednotów w Wielkiej Brytanii, przewyższające okręty tych państw. Po wybuchu I wojny światowej zostały one jednak przejęte przez marynarkę brytyjską i tylko jeden „Almirante Latorre” dostarczono ostatecznie w 1920 roku. Podczas tej wojny Chile zachowało neutralność. Z tych samych przyczyn dostarczono przed wojną tylko dwa z sześciu zamówionych dużych niszczycieli typu Almirante Lynch, a dalsze trzy w 1920 roku. Wielka Brytania natomiast przekazała Chile w lipcu 1917 roku sześć zamówionych wcześniej okrętów podwodnych typu H, a w 1918 roku 50 samolotów morskich, dzięki czemu Chile miało największe lotnictwo morskie w Ameryce Południowej. Marynarka liczyła wówczas do ok. 8000 personelu. Pomimo posiadania w tym okresie w większości starych okrętów, marynarka chilijska była uważana za profesjonalną siłę, wykazującą dużą dbałość o stan techniczny i cieszącą się reputacją za granicą. Wskazywano też, że był to jedyny kraj Ameryki Łacińskiej, w którym marynarka cieszyła się większym prestiżem, niż siły lądowe. Silne były także związki marynarki Chile z przodującą na świecie brytyjską Royal Navy, w tym Brytyjczycy pomogli w utworzeniu akademii marynarki wojennej w Valparaiso w 1911 roku.
Po okresie stagnacji, pod koniec lat 20. zbudowano w Wielkiej Brytanii sześć nowych niewielkich niszczycieli typu Serrano, trzy okręty podwodne typu Capitan O’Brien i duży okręt-bazę „Araucano”. Prestiż marynarki jednak nieco osłabił kilkumiesięczny bunt marynarzy pod koniec 1931 roku, spowodowany sytuacją polityczno-społeczną w kraju. Chile nie brało udziału również w II wojnie światowej.

### Druga połowa XX wieku (1946–2000)
Po II wojnie światowej Chile przystąpiło do modernizacji marynarki głównie poprzez zakupy wycofywanych okrętów brytyjskich i amerykańskich budowy wojennej. W 1946 roku nabyto trzy fregaty typu River i trzy korwety typu Flower, a następnie mniejsze okręty, w tym desantowe. W 1951 roku marynarka wzbogaciła się o dwa amerykańskie krążowniki lekkie („Prat” i „O’Higgins”), pozostające w służbie do lat 80. Pod koniec dekady zamówiono natomiast dwa nowo zbudowane w Wielkiej Brytanii niszczyciele typu Almirante. W latach 60. nastąpiły dalsze zakupy okrętów amerykańskich wojennej budowy: dwóch niszczycieli typu Fletcher, czterech eskortowców oraz dwóch zmodernizowanych okrętów podwodnych. W pierwszej połowie lat 70. nabyto jeszcze jeden i ostatni krążownik lekki „Latorre” od Szwecji, dwa amerykańskie zmodernizowane niszczyciele budowy wojennej typu Sumner, a także nowe okręty w Wielkiej Brytanii: dwie fregaty typu Leander, przenoszące śmigłowce, i dwa okręty podwodne typu Oberon. W tym czasie niektóre niszczyciele wyposażono po raz pierwszy w pociski przeciwokrętowe Exocet. Marynarka Chile nie rozwijała natomiast początkowo lekkich sił uderzeniowych, posiadając tylko cztery kutry torpedowe. Dalszy rozwój marynarki w oparciu o okręty amerykańskie i utrzymanie w sprawności dotychczas posiadanych utrudniło amerykańskie embargo po wprowadzeniu dyktatury Pinocheta, co stało się dotkliwe w obliczu rozbudowy ilościowej marynarek Peru i Argentyny. W tym czasie znowu doszło do napięcia w stosunkach z Argentyną w związku ze sporem o wyspy nad Kanałem Beagle, grożącym wojną pod koniec 1978 roku, lecz kryzys udało się zażegnać.
W latach 80. marynarka Chile zdołała kupić cztery używane brytyjskie niszczyciele rakietowe typu County, aczkolwiek uzbrojone w przestarzałe już pociski Sea Slug, przy czym dwa z nich zostały przebudowane na nosiciele śmigłowców. Zamówiono również dwa nowe zachodnioniemieckie okręty podwodne typu 209 (Thomson). Do końca dekady wycofano ostatecznie okręty z czasów II wojny światowej. Specjalnie dla służby w Kanale Beagle, począwszy od 1979 roku Chile zakupiło od Izraela cztery kutry rakietowe typów Saar 3 i Saar 4, a w latach 90. jeszcze dwa i cztery niemieckie kutry rakietowe typu 148. W latach 90. z większych okrętów nabyto tylko dalsze dwie używane fregaty typu Leander oraz amerykański okręt desantowy typu Newport. Marynarka w 2000 roku liczyła 22 055 personelu oraz 3380 piechoty morskiej.

### XXI wiek
W pierwszej dekadzie XXI wieku Chile dokonało znacznej rozbudowy i modernizacji marynarki w oparciu o osiem stosunkowo nowoczesnych fregat rakietowych nabywanych z drugiej ręki, po rezygnacji z budowy ośmiu nowych fregat typu MEKO A200ACh z przyczyn finansowych. Zakupiono wówczas jedną brytyjską fregatę typu 22 Batch 2 i  trzy nowszego typu 23 oraz dwie holenderskie fregaty typu Karel Doorman i dwie typu Jacob van Heemskerck. Te ostatnie stały się jedynymi wyspecjalizowanymi fregatami przeciwlotniczymi we flotach państw Ameryki Południowej, z pociskami Standard SM-1MR, lecz wycofano je już w 2019 roku i zastąpiono przez dwie australijskie fregaty rakietowe typu Adelaide z pociskami SM-2MR. Pozostałe okręty modernizowano w Chile. W latach 2005–06 weszły ponadto do służby dwa nowe okręty podwodne typu Scorpène zbudowane we Francji. W 2012 roku zakupiono od Francji duży okręt desantowy-dok typu Foudre.
W 2015 roku personel marynarki liczył 26 162 ludzi, w tym 2194 oficerów, a nadto 2053 żołnierzy piechoty morskiej.

## Okręty
| Typ                                        | Okręty | Zdjęcie | Wejście do służby                                                                                               | Wyporność (t)                                                                                                   | Długość (m) | |
| Fregaty (8)                                | | | | | | |
| ------------------------------------------ | --- | --- | --- | --- | --- | --- |
| Type 22                                    | (FF-19) Almirante Williams (ex-HMS Sheffield F96)                                                                                                  | | 2003 | 4800 | 145 | |
| Type 23                                    | (FFG-05) Almirante Cochrane (ex-HMS Norfolk F230) (FF-07) Almirante Lynch (ex-HMS Grafton F80) (FF-06) Almirante Condell (ex-HMS Marlborough F233) | | 2006 2007 2008                                                                                                  | 4900 | 133 | |
| Karel Doorman (Typ M)                      | (FF-15) Almirante Blanco Encalada (ex-Abraham van der Hulst F832) (FF-18) Almirante Riveros (ex-Tjerk Hiddes F830)                                 | | 2004 | 3320 | 122,3 | |
| Fregaty rakietowe typu Adelaide            | Almirante Latorre (ex-HMAS „Melbourne”) Capitán Prat (ex-HMAS „Newcastle”)                                                                         | | 2020 | 4100 | 138,1 | |
| Okręty podwodne (4)                        | | | | | | |
| Scorpène                                   | (SS-23) General O’Higgins (SS-22) General Carrera                                                                                                  | | 2005 2006 | 1740 | 67,56 | |
| Typ 209                                    | (SS-20) Comandante Thomson (SS-21) Capitán Simpson                                                                                                 | | 1984 | 1586 | 61,2 | |
| Małe okręty rakietowe (3)                  | | | | | | |
| Sa’ar 4                                    | (LM-31) Casma (LM-32) Chipana (LM-34) Angamos | | 1980 1981 1997                                                                                                  | 415 | 58 | |
| Okręty zaopatrzeniowe (1)                  | | | | | | |
| Henry J. Kaiser                            | AO-52 Almirante Montt | | 2010 | 9500 | 206 | |
| Okręty desantowe (4)                       | | | | | | |
| Foudre                                     | LSDH-91 Sargento Aldea (ex-Foudre (L 9011)) | | 2011 | 12 000 | 168 | |
| Aquiles                                    | AP-41 | | | | | |
| BATRAL                                     | LST-92 Rancagua LST-95 Chacabuco | | 1982 | 1409 | 79,4 | |
| Patrolowce (8)                             | | | | | | |
| Łodzie patrolowe typu Dabur/Grumete        | (LPC-1814) Díaz (LPC-1815) Bolados (LPC-1816) Salinas (LPC-1817) Téllez (LPC-1818) Bravo (LPC-1820) Machado (LPC-1822) Troncoso (LPC-1823) Hudson  | | | 35 | 20 | |
| Piloto Pardo                               | (OPV-81) Piloto Pardo (OPV-82) Comandante Toro (OPV-83) Marinero Fuentealba (OPV-84) Cabo Odger                                                    | | 2008 | 1728 | 20 | |
| Pozostałe                                  | | | | | | |
| Zaopatrzeniowiec OP                        | (BMS-42) Almirante Merino. | (BMS-42) Almirante Merino.                                                                                      | (BMS-42) Almirante Merino.                                                                                      | (BMS-42) Almirante Merino.                                                                                      | (BMS-42) Almirante Merino.                                                                                      | (BMS-42) Almirante Merino.                                                                                      |
| Barge Class "Elicura"                      | (LSM-90) Elicura, (LSM-94) Orompello | (LSM-90) Elicura, (LSM-94) Orompello                                                                            | (LSM-90) Elicura, (LSM-94) Orompello                                                                            | (LSM-90) Elicura, (LSM-94) Orompello                                                                            | (LSM-90) Elicura, (LSM-94) Orompello                                                                            | (LSM-90) Elicura, (LSM-94) Orompello                                                                            |
| Okręt ratunkowy                            | (BRS-63) Ingeniero Slight | (BRS-63) Ingeniero Slight                                                                                       | (BRS-63) Ingeniero Slight                                                                                       | (BRS-63) Ingeniero Slight                                                                                       | (BRS-63) Ingeniero Slight                                                                                       | (BRS-63) Ingeniero Slight                                                                                       |
| Lodołamacz                                 | (AP-46) Almirante Oscar Viel | (AP-46) Almirante Oscar Viel                                                                                    | (AP-46) Almirante Oscar Viel                                                                                    | (AP-46) Almirante Oscar Viel                                                                                    | (AP-46) Almirante Oscar Viel                                                                                    | (AP-46) Almirante Oscar Viel                                                                                    |
| Hydrograficzny                             | Corneta Cabrales | Corneta Cabrales                                                                                                | Corneta Cabrales                                                                                                | Corneta Cabrales                                                                                                | Corneta Cabrales                                                                                                | Corneta Cabrales                                                                                                |
| Holowniki                                  | (ATF-66) Galvarino, (ATF-67) Lautaro | (ATF-66) Galvarino, (ATF-67) Lautaro                                                                            | (ATF-66) Galvarino, (ATF-67) Lautaro                                                                            | (ATF-66) Galvarino, (ATF-67) Lautaro                                                                            | (ATF-66) Galvarino, (ATF-67) Lautaro                                                                            | (ATF-66) Galvarino, (ATF-67) Lautaro                                                                            |
| Patrolowce typu Protector (Straż wybrzeża) | 18 sztuk | 18 sztuk | 18 sztuk | 18 sztuk | 18 sztuk | 18 sztuk |
| Patrolowec typu Taitao                     | (PSG-71) Micalvi, (PSG-72) Ortiz, (PSG-73) Isaza, (PSG-78) Sibbald, (PSH-77) Cabrales, (PMD-74) Cirujano Videla                                    | (PSG-71) Micalvi, (PSG-72) Ortiz, (PSG-73) Isaza, (PSG-78) Sibbald, (PSH-77) Cabrales, (PMD-74) Cirujano Videla | (PSG-71) Micalvi, (PSG-72) Ortiz, (PSG-73) Isaza, (PSG-78) Sibbald, (PSH-77) Cabrales, (PMD-74) Cirujano Videla | (PSG-71) Micalvi, (PSG-72) Ortiz, (PSG-73) Isaza, (PSG-78) Sibbald, (PSH-77) Cabrales, (PMD-74) Cirujano Videla | (PSG-71) Micalvi, (PSG-72) Ortiz, (PSG-73) Isaza, (PSG-78) Sibbald, (PSH-77) Cabrales, (PMD-74) Cirujano Videla | (PSG-71) Micalvi, (PSG-72) Ortiz, (PSG-73) Isaza, (PSG-78) Sibbald, (PSH-77) Cabrales, (PMD-74) Cirujano Videla |
| Patrolowe                                  | 20 łodzi typu Arcangel, 15 łodzi Defender | 20 łodzi typu Arcangel, 15 łodzi Defender                                                                       | 20 łodzi typu Arcangel, 15 łodzi Defender                                                                       | 20 łodzi typu Arcangel, 15 łodzi Defender                                                                       | 20 łodzi typu Arcangel, 15 łodzi Defender                                                                       | 20 łodzi typu Arcangel, 15 łodzi Defender                                                                       |
| Małe łodzie patrolowe                      | 35 sztuk | 35 sztuk | 35 sztuk | 35 sztuk | 35 sztuk | 35 sztuk |
| Zabytkowe                                  | Monitor Huáscar i Obregon, Okręt podwodny O’Brien                                                                                                  | Monitor Huáscar i Obregon, Okręt podwodny O’Brien                                                               | Monitor Huáscar i Obregon, Okręt podwodny O’Brien                                                               | Monitor Huáscar i Obregon, Okręt podwodny O’Brien                                                               | Monitor Huáscar i Obregon, Okręt podwodny O’Brien                                                               | Monitor Huáscar i Obregon, Okręt podwodny O’Brien                                                               |
| Wycofane okręty (niektóre)                 | | | | | | |
| Jacob van Heemskerck (Typ L)               | (FFG-14) Almirante Latorre (ex-Jacob van Heemskerck F812) (FFG-11) Capitán Prat (ex-Witte de With F813)                                            | | 2005 | 3750 | 130 | |

## Lotnictwo

Symbol lotnictwa morskiego

| Model                     | Typ                                | Wersja                      | Liczba | Uwagi |
| ------------------------- | ---------------------------------- | --------------------------- | ------ | --- |
| Bell 206 JetRanger        | śmigłowiec użytkowy                | Model 206B TH-57 Sea Ranger | 4 2    | |
| Vulcanair P68             | rozpoznania morskiego/SAR/MEDEVAC  | P68 Observer 2              | 1/7    | Marynarka Wojenna Chile zamówiła siedem maszyn w celu zastąpienia maszyn Cessna O-2 Skymaster. Pierwszy egzemplarz odebrano 1 lipca 2016 roku.                                                          |
| Embraer EMB-111           | patrolowy/transportowy             | EMB-111AN EMB-111C          | 3 1    | |
| Bölkow Bo 105             | śmigłowiec użytkowy                | Bo 105C                     | 2      | |
| Eurocopter AS 532 Cougar  | śmigłowiec morski                  | AS 532SC                    | 5      | 1 utracono |
| Eurocopter AS 365 Dauphin | śmigłowiec SAR                     | AS 365                      | 8      | 4 odkupiono od Irlandii. |
| CASA C-295 Persuader      | morski patrolowiec/ZOP             | C-295 MPA                   | 3      | W tym dwa uzbrojone. |
| Lockheed P-3 Orion        | morski patrolowiec/ZOPtransportowy | P-3ACH                      | 31     | W październiku 2016 roku kanadyjska firma IMP Aerospace dostała kontrakt od Chilijskie Ministerstwa Obrony na modernizację morskich samolotów patrolowych i zwalczania okrętów podwodnych P-3ACh Orion. |
| Pilatus PC-7              | treningowy                         |                             | 7      | Dostarczono 10. |